# Reichskommissariat Turkestan
Das Reichskommissariat Turkestan (auch als Turkestan, abgekürzt als RKT) war ein geplantes Reichskommissariat, das Deutschland in der Zeit des Zweiten Weltkrieges während des Deutsch-Sowjetischen Krieges in den zentralasiatischen Republiken der Sowjetunion schaffen wollte. Der sowjetische Historiker Lev Bezymenski nannte auch die Namen Panturkestan, Großturkestan und Mohammad-Reich bzw. Mohammedanisches Reich. Die Idee entstammte dem NS-Chefideologen Alfred Rosenberg. Hitler lehnte die Pläne ab, weil sich die Eroberungspläne des Dritten Reiches vorerst auf Europa beschränkten.

## Hintergrund
Rosenberg wollte die türkischen und muslimischen Staaten der UdSSR in Zentralasien in den deutschen Machtbereich einbinden und zum Kampf gegen den sowjetischen Zentralstaat bewegen. Er zweifelte jedoch daran, ob Deutschland den Fernen Osten überhaupt erreichen werde. Er wollte die Gebiete der Sowjetunion „entrussifizieren“ und deutschfreundliche Oberherrschaften einführen. Diese sollten mit der Breitspurbahn (Drei-Meter-Schienennetz) und der Reichsautobahn mit Deutschland verbunden werden. Diese waren: Reichskommissariat Ukraine, Reichskommissariat Ostland, Reichskommissariat Kaukasien, Reichskommissariat Moskowien.
Dieser Vorschlag wurde von Hitler abgelehnt und von Rosenberg zurückgestellt, da sich die deutschen Interessen auf den europäischen Teil der UdSSR konzentrierten.
Rosenberg erhielt Ratschläge zur Turkestan-Frage von dem usbekischen Emigranten Veli Kayyun Han, der ab August 1942 das in Berlin ansässige kooperierende Turkestan-Nationalkomitee leitete, das von Rosenbergs Reichsministerium für die besetzten Ostgebiete protegiert wurde.

## Territoriale Ausdehnung
Rosenberg wollte die fünf zentralasiatischen Sowjetrepubliken Usbekische SSR, Turkmenische SSR, Tadschikische SSR, Kasachische SSR, Kirgisische SSR zum Reichskommissariat zusammenfassen. Gemein war der Bevölkerung dieser Staaten, dass sie muslimisch war. Jedoch waren die Bewohner Tadschikistans iranischen Ursprungs und sprachen persisch. Muslime wurden von den Nazis in begrenzten Umfang respektiert. Zu den Plänen gehörte auch, die Gebiete Altai, Tatarstan und Baschkortostan zum Reichskommissariat einzugliedern auf Basis der gemeinsamen Ethnie und Religion. Einige Quellen erwähnen auch die Regionen Mari El und Udmurtien, unabhängig von der uralischen Herkunft der indigenen Völker dieser Gebiete.
Die östliche Grenze wurde nie genau festgelegt. 1941 schlug Japan eine Grenze entlang des 70. Längengrades vor, die die Grenze zwischen dem Deutschen Reich und der Großasiatischen Wohlstandssphäre darstellte. Eine Änderung verschob diese Grenze nach Osten nach China und entlang des Jenissei in Sibirien.